# Carmarthen Castle
Carmarthen Castle är ett slott i Storbritannien.   Det ligger i kommunen Carmarthenshire och riksdelen Wales, i den södra delen av landet, 290 km väster om huvudstaden London. Carmarthen Castle ligger 12 meter över havet.
Terrängen runt Carmarthen Castle är huvudsakligen platt, men åt nordost är den kuperad. Carmarthen Castle ligger nere i en dal. Runt Carmarthen Castle är det ganska tätbefolkat, med 72 invånare per kvadratkilometer. Närmaste större samhälle är Carmarthen, 0,06 km nordost om Carmarthen Castle. Trakten runt Carmarthen Castle består i huvudsak av gräsmarker.